# Ignacio Pérez
Ignacio Pérez (Medellín, 19 dicembre 1934 – 16 novembre 2009) è stato un calciatore colombiano, di ruolo centrocampista.

## Carriera
Prese parte con la Nazionale colombiana ai Mondiali del 1962.
Nel 1966 vinse il campionato colombiano con l'Independiente Santa Fe e l'anno seguente disputò la Coppa Libertadores con la stessa squadra.